# نش (نیوپورت)
نش (به انگلیسی: Nash) یک منطقهٔ مسکونی در بریتانیا است که در نیوپورت واقع شده‌است. نش ۲۸۴ نفر جمعیت دارد.